# Raisa Cichanska
Raisa Alaksandrauna Cichanska (biał. Раіса Аляксандраўна Ціханская, ros. Раиса Александровна Тиханская, Raisa Aleksandrowna Tichanska; ur. 2 stycznia 1951 w Mołotkowiczach w rejonie żabczyckim) – białoruska działaczka państwowa i polityk, w latach 2004–2012 deputowana do Izby Reprezentantów Zgromadzenia Narodowego Republiki Białorusi III i IV kadencji.

## Życiorys
Urodziła się 2 stycznia 1951 roku we wsi Mołotkowicze, w rejonie żabczyckim obwodu pińskiego Białoruskiej SRR, ZSRR. Ukończyła Homelski Uniwersytet Państwowy, uzyskując wykształcenie wykładowcy biologii i chemii. Pracę rozpoczęła jako uczennica laboranta Fabryki Chleba Nr 1 w Syzrani. Następnie pracowała jako szwaczka w Homelskiej Fabryce Pończoszniczo-Dzianinowej „8 Marca”, instruktorka Sowieckiego Komitetu Rejonowego Komsomołu miasta Homla, zastępczyni sekretarza komitetu Komsomołu Homelskiego Zakładu Radiowego, instruktorka ds. pracy organizacyjnej Sowieckiego Rejonowego Komitetu Wykonawczego m. Homla, kierownik Wydziału Organizacyjno-Instruktorskiego Komitetu Wykonawczego Miejskiej Rady Deputowanych Ludowych, instruktorka Wydziału Organizacyjnego Centralnego Komitetu Rejonowego Komunistycznej Partii Białorusi w. Homla, kierująca specjalistka aparatu prezydium, zastępczyni kierownika Wydziału ds. Pracy Organizacyjnej i Kadrowej Homelskiej Obwodowej Rady Deputowanych Ludowych, zastępczyni naczelnika urzędu, naczelnik urzędu ds. pracy organizacyjno-kadrowej Homelskiego Obwodowego Komitetu Wykonawczego.
W 2004 roku została deputowaną do Izby Reprezentantów Zgromadzenia Narodowego Republiki Białorusi III kadencji z Kalinkowickiego Okręgu Wyborczego Nr 43. Pełniła w niej funkcję członkini Stałej Komisji ds. Budownictwa Państwowego, Samorządu Lokalnego i Przepisów oraz Rady Izby Reprezentantów. 27 października 2008 roku została deputowaną do Izby Reprezentantów IV kadencji z Kalinkowickiego Okręgu Wyborczego Nr 41. Pełniła w niej funkcję zastępczyni przewodniczącego Stałej Komisji ds. Międzynarodowych i Kontaktów z WNP. Od 13 listopada 2008 roku była członkinią Narodowej Grupy Republiki Białorusi w Unii Międzyparlamentarnej.

## Odznaczenia
- Podziękowanie Prezydenta Republiki Białorusi;
- Gramota Pochwalna Administracji Prezydenta Republiki Białorusi;
- dwie Gramoty Pochwalne Rady Ministrów Republiki Białorusi[1].

## Życie prywatne
Raisa Cichanska jest zamężna, ma córkę.